# ناحیه مینرال، شهرستان بورا، ایلینوی
ناحیه مینرال، شهرستان بورا، ایلینوی (به انگلیسی: Mineral Township) یک منطقهٔ مسکونی در ایالات متحده آمریکا است که در شهرستان بورا، ایلینوی واقع شده‌است. ناحیه مینرال ۴۸۴ نفر جمعیت دارد و ۲۰۲ متر بالاتر از سطح دریا واقع شده‌است.